# کارولین ترنتینی
کارولین ترنتینی (به انگلیسی: Caroline Trentini) با نام کامل کارولین آپارسیدا ترنتینی متولد ۶ جولای ۱۹۸۷ در پانامبی ، ریو گراندو سول، برزیل بیشتر شناخته شده با نام کارول ترنتینی یک فشن مدل برزیلی است.

## زندگی قبل از مدل شدن
کارولین در خانواده ای متولد شد که پدرش یکسال بعد از تولد او درگذشت. از فقر او و دو خواهرش فرانسیل و الن مجبور به کار بودند.
- والدین : Lourdes , Jacó Trentini

## کشف شدن کارولین

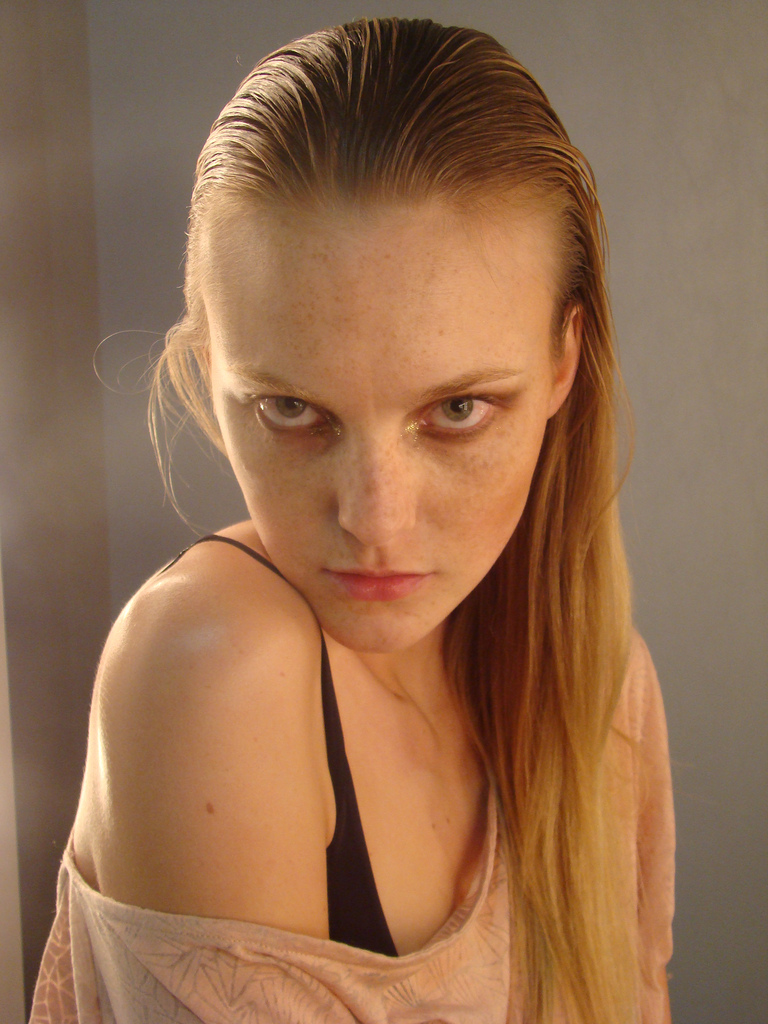
۲۰۱۰

در سال ۲۰۰۰ کارولین نیز مانند جیزل باندشن برزیلی در خیابان در حال راه رفتن بود که توسط نماینده یک آژانس مدلینگ دیده شد. بعد از این اتفاق مهم او به سائو پائولو جایی که مدل‌های برزیلی برای کار می‌روند رفت. او در ابتدا در شهر بزرگ با جمعیت ۴۰۰۰۰ نفر وحشت زده بود. یکسال بعد دوباره او به شهر نیویورک تغییر مکان داد. در ابتدا او نمی‌توانست انگلیسی صحبت کند ولی به زودی یاد گرفت و اولین کار او برای برند معروف مارک جی کوبز بود و در لاین (مارک بای مارک جی کوبز) شروع به کار کرد. اولین کارهای او در کمپین تبلیغاتی این برند عکاسی شده توسط یورگن تلر بود. بعد از این او بر جلد مجلات مربوط به مد مانند ال «ال (مجله)»، «هارپر بازار» و «ووگ» دیده شد. در سال ۲۰۰۷ او چهرهُ (face) گوچی «گوچی (نام تجاری)» کروز شد و به دنبال آن چهرهُ «اسکار دی لارنتا»، دولچه اند گبانا «دولچه و گابانا»، «دی اس کو ارد پاور آف تو» ، دی کی ان وای «دی کی ان وای»و «کارلوس میله» شد. در سال ۲۰۰۷ او همراه مدل‌های دیگری مانند: داتزن کروئز «داوتسن کروس» ، «راکوئل زیمر مان»، «ساشا پی»، «اگنس دین» «جسیکا استام»، «کوکو روشا»، «هیلاری رودا»، «شنل ایمان» و «لی لی دونالدسون» بر جلد مجله ووگ امریکا تصویر شد. در سال ۲۰۰۸ مدیر آژانس مدلینگ «جیمز اسکاولی» در مورد او گفت: کارولین همیشه پر انرژی و شاد است و بعد از «کارمن کاس» می‌توانم بگویم، می‌تواند برای همه چیز مدلی موفق باشد. آغاز کار کارولین با لاین لباس زیر معروف ویکتوریا سکرت «ویکتوریا سکرت» در سال ۲۰۰۵ بود و بعد از آن در ۲۰۰۶ و ۲۰۰۹ نیز با این لاین همکاری داشت. ورود به لاین ویکتوریا سکرت معرف سوپر مدل بودن کارولین است. در سال ۲۰۰۹ از اولین آژانس خود یعنی آژانس مدلینگ مرلین «Marilyn» جدا شد و به آژانس ایمیج «IMG Models» پیوست.

## زندگی شخصی
کارولین با عکاسی به نام ویکتور دمارشلیر پسر عکاس افسانه‌ای پاتریک دمارشلیر به مدت سه سال دوست بود. بعد از سه سال در سال ۲۰۱۰ او دوباره با دوست پسر اولش عکاسی برزیلی به نام «فابیو بارتلت» آغاز کرد تا بعد از نامزدی کوتاهی در سوم مارچ ۲۰۱۲ با او در کلیسایی ایتالیایی در برزیل ازدواج کرد. بیشترین کسی که در عکس‌ها با کارولین دیده می‌شود دوست خوب او «هثر مارکس» است. این دو کنار هم بسیار دیده شده‌اند و تقریباً صورت گردی شبیه به هم دارند که در تبلیغاتی در کنار هم از آنها استفاده شده‌است.